# Liste der Kulturgüter in Derendingen
Die Liste der Kulturgüter in Derendingen enthält alle Objekte in der Gemeinde Derendingen im Kanton Solothurn, die gemäss der Haager Konvention zum Schutz von Kulturgut bei bewaffneten Konflikten, dem Bundesgesetz vom 20. Juni 2014 über den Schutz der Kulturgüter bei bewaffneten Konflikten sowie der Verordnung vom 29. Oktober 2014 über den Schutz der Kulturgüter bei bewaffneten Konflikten unter Schutz stehen.
Objekte der Kategorie A sind im Gemeindegebiet nicht ausgewiesen, Objekte der Kategorie B sind vollständig in der Liste enthalten, Objekte der Kategorie C fehlen zurzeit (Stand: 1. Januar 2023).

## Kulturgüter
| Foto |                                                                     | Objekt                                   | Kat. | Typ | Standort | Beschreibung       |
| ---- | ------------------------------------------------------------------- | ---------------------------------------- | ---- | --- | --- | ------------------ |
| ja   | Datei hochladen · Wikidata zu Aebihaus (Q29880675)                  | Aebihaus KGS-Nr.: 04523                  | B    | G   | Durracherstrasse 13 611136 / 226905                                                                                                   |                    |
| ja   | Datei hochladen · Wikidata zu Arbeitersiedlung Elsässli (Q29880681) | Arbeitersiedlung Elsässli KGS-Nr.: 04524 | B    | G   | Bankgasse 2–10 / Industriegasse 1–10 / Krempelgasse 1–10 / Spinngasse 1–10 / Webergasse 1–10 / Blumensteinstrasse 2–6 611024 / 228076 |                    |
| ja   | Datei hochladen · Wikidata zu Altes Schulhaus (Q29880679)           | Altes Schulhaus KGS-Nr.: 11136           | B    | G   | Hauptstrasse 43 611228 / 227094 | Jetzt Gemeindehaus |
| ja   | Datei hochladen · Wikidata zu Gomerkingerhaus (Q29880686)           | Gomerkingerhaus KGS-Nr.: 11137           | B    | G   | Hauptstrasse 77 611223 / 226610 |                    |
| ja   | Datei hochladen · Wikidata zu Reformierte Kirche (Q29880690)        | Reformierte Kirche KGS-Nr.: 13504        | B    | G   | Hauptstrasse (41) 611209 / 227104 |                    |
| ja   | Datei hochladen · Wikidata zu Allerheiligenkapelle (Q29880678)      | Allerheiligenkapelle KGS-Nr.: 13505      | B    | G   | Biberiststrasse 11 611155 / 226396 |                    |
| ja   | Datei hochladen · Wikidata zu Pfarrkirche Herz Jesus (Q29880689)    | Pfarrkirche Herz Jesu KGS-Nr.: 13506     | B    | G   | Hauptstrasse (51a) 611247 / 227027 |                    |